# Отчим 2
«Отчим-2: В нашей семье новый папа» (англ. Stepfather 2: Make Room For Daddy) — американский триллер 1989 года, снятый Джеффом Барром по сценарию Джона Ауэрбаха, сиквел картины «Отчим» с Терри О’Куинном в главной роли. Он играет психопата, сбежавшего из лечебницы и начавшего жить с женщиной, в одиночестве воспитывающей детей. В фильме также снимались Мег Фостер, Кэролин Уильямс и Джонатан Брэндис.

## Сюжет
Вылечившись от ранений, главный герой оказывается в психиатрической клинике под присмотром врача Джозефа Данверса. На одном из занятий, он убивает доктора и охранника по имени Ральф Смит, забирает его униформу и сбегает. Убив странствующего продавца, мужчина поселяется в отеле, выдав себя за врача-психотерапевта Джина Ф. Клиффорда, а затем отправляется в Лос-Анджелес.
Там он знакомится с риэлтором Кэрол Грейленд и снимает дом рядом с ней и её сыном Тоддом. Вскоре он узнаёт, что муж Кэрол, Фил, ушёл от неё к своей любовнице. Постепенно он располагает женщину и её сына к себе и хочет жениться на Кэрол, однако Фил вновь появляется в жизни женщины и хочет вернуться к ней. Тогда Джин убивает Фила, заманив его в ловушку. Затем Джин убеждает Кэрол, что Фил вновь сбежал. Тогда пара начинает готовиться к свадьбе.
Лучшая подруга Кэрол, Мэдлин, начинает подозревать, что Джин — не тот, за кого себя выдаёт. Джин пытается убедить Мэтти, что он во всём признается Кэрол, а затем убивает женщину так, чтобы это было похоже на самоубийство.
Несмотря на смерть Мэтти и мольбы Кэрол, Джин продолжает подготовку к свадьбе. По стечению обстоятельств, Кэрол понимает, что Джин причастен к смерти Мэтти и пытается поговорить с ним об этом, однако в итоге Джин нападает на Кэрол и Тодда, собираясь их убить. Однако Тодд спасает свою мать и убивает Джина.

## В ролях
- Терри О’Куинн — Джерри Блейк / Джин Ф. Клиффорд
- Мег Фостер — Кэрол Грейленд
- Кэролайн Уильямс — Мэдлин «Мэтти» Криминс
- Джонатан Брэндис — Тодд Грейленд
- Генри Браун — Доктор Джозеф Данверс
- Митчелл Лоренс — Филиф Грейленд
- Мириам Бирд-Нэзери — Салли Дженкинс
- Леон Мартелль — Ральф Смит
- Рената Скотт — Бэтти Уиллис
- Джон О’Лири — Сэм Уоткинс
- Глен Адамс — Продавец
- Эрик Браун — Постоялец отеля
- Боб Грей — Певец хора
- Розмари Уэлден — Девушка на свидании

## Релиз

### Тест-показ
После тест-показов, исполнительные продюсеры Харви и Боб Вайнштейны сказали, что в фильме мало кровожадности, и часть сцен пришлось переснимать. Джефф Барр отказался, и его место занял другой режиссёр. В одном из интервью, Барри сказал: «Они вырезали несколько сцен, и добавили других — ужасных по качеству исполнения спец-эффектов. Просто ужасно, так как Терри О’Куинн отказался участвовать в пересъёмках. это было так бессмысленно, что просто выводит из себя».

### Кассовые сборы
Первоначально планировалось, что фильм выйдет сразу на видео, однако продюсером сиквел понравился, и он получил ограниченный театральный релиз. Компания «Millimeter Films» выпустила картины в прокат США в ноябре 1989 года. Внутренние сборы составили $1 519 796.

### Критика
В основном, фильм получил отрицательные отзывы. Variety назвал фильм «глупым сиквелом, уронившим уровень оригинала до нелогичного и ироничного абсурда». Ричард Харрингтон из The Washington Post сказал, что фильм — одно сплошное клише с отсутствием реалистичности, добавив, что «сиквел — жалкая попытка капитализировать неприятный фильм».

### Выход на видео
HBO Video выпустил фильм на видеокассетах в США, а Cineplex Odeon — в Канаде. В 2003 году Miramax Films выпустила фильм на DVD в США, а Alliance Atlantis — в Канаде. Также в издание были включены аудиокомментарии режиссёра Джеффа Барра и продюсера Дэрина Скотта. После выпуска ремейка оригинального фильма в 2009 года, Synapse Films перевыпустили фильм на DVD со всеми бонусными материалами, доступными на ранних DVD-изданиях фильма, а также новый документальный фильм о создании картины.